# کافر محبوب
کافر محبوب (به انگلیسی: Beloved Infidel) یک درام آمریکایی به کارگردانی هنری کینگ و با بازی گریگوری پک، دبورا کار و ادی آلبرت است.